# Farmacia de atención primaria
Farmacia de Atención Primaria (FAP) es una actividad profesional del farmacéutico en el ámbito de la atención primaria destinada a contribuir al uso racional de los medicamentos que se canaliza a través de unidades o servicios de farmacia de atención primaria.    

## Características
En   el caso de España, los farmacéuticos de atención primaria, están ubicados en los servicios públicos de salud de las distintas comunidades autónomas. Son licenciados o graduados en farmacia integrados en la atención primaria de salud, conformando los servicios de farmacia de este ámbito asistencial y que se responsabilizan de conseguir un uso seguro y adecuado de los medicamentos y productos sanitarios en el medio comunitario. Se encargan del suministro de la medicación necesaria para uso interno en dichos centros, dando soporte técnico a los médicos de atención primaria para que la prescripción mediante receta se adecue a las necesidades clínicas de los pacientes, a las dosis correspondientes y durante el período de tiempo adecuado. Esta actividad se realiza siempre velando por la seguridad de la prescripción, a través de la detección de los posibles problemas relacionados con los medicamentos y facilitando la interrelación entre los distintos agentes implicados, para mejorar la continuidad asistencial.
Los servicios de farmacia de atención primaria incorporan tres elementos diferenciales respecto del resto de servicios farmacéuticos, derivados del ámbito asistencial en el que se localizan:
1) La responsabilidad poblacional, que deriva en la necesaria visión agregada de la utilización de medicamentos y productos sanitarios y el desarrollo de políticas poblacionales y territoriales en el ámbito de la comunidad.
2) La incorporación de la perspectiva familiar y comunitaria en los servicios.
3) Una posición estratégica en el sistema sanitario para la coordinación con otros ámbitos asistenciales que les permite garantizar la continuidad farmacoterapéutica. También cumplen funciones de gestión y planificación sanitaria en relación con la política farmacéutica.

## Funciones
Las funciones vienen definidas en el artículo 83 del Real Decreto Legislativo 1/2015, por el que se aprueba el texto refundido de la Ley de garantías y uso racional de los medicamentos y productos sanitarios. Las actividades se pueden estructurar en: 
1. Farmacia Clínica: Revisión de tratamientos de pacientes crónicos, conciliación de la medicación en atención primaria, resolución de consultas individualizadas, elaborar sistemas para garantizar la adherencia al tratamiento, implementar estrategias de seguridad de medicamentos como identificar y promover recomendaciones sobre pacientes con interacciones relevantes, con fármacos inapropiados por edad o comorbilidades, con  principios activos bajo alertas de seguridad de la Agencia Española  del Medicamento...
2. Gestión de conocimiento en farmacoterapia: proveer información objetiva, científica y contrastada, formación continuada a profesionales sanitarios, participación en la elaboración de protocolos, guías,  recomendaciones y otros documentos.
3. Coordinación con otros ámbitos asistenciales en la utilización de medicamentos. El FAP  se encuentra en una posición privilegiada de interacción con otros ámbitos, para ejercer de puente entre los profesionales de los centros de salud y los diferentes profesionales, tanto del ámbito hospitalario, sociosanitario o del ámbito comunitario, como por ejemplo los farmacéuticos que trabajan en las oficinas de farmacia.
4. Evaluación de la  prescripción y  utilización de  los medicamentos : aspectos de seguridad, efectividad o eficiencia. Seguimiento de objetivos farmacoterapéuticos  presentes en los contratos de gestión de los centros de salud.
5. Educación poblacional: talleres de educación para la salud, intervenciones comunitarias.
6. Investigación en el ámbito de atención primaria. Esta  actividad se desarrolla diseñando y participando en ensayos clínicos y otros estudios. Además son miembros de los Comités Éticos de Investigación con medicamentosl.[2] y otras comisiones tanto en este campo como el de  la ética asistencial.
7. Logística de medicamentos: Adquisición, calidad, correcta conservación, cobertura de las necesidades, custodia, preparación de fórmulas magistrales o preparados oficinales y dispensación de los medicamentos para ser aplicados dentro de los centros de atención primaria y de aquellos para los que se exija una particular vigilancia, supervisión y control. También se coalbora en programas  de drogodependencia, planificación familiar u otras iniciativas públicas que requieran una gestión del medicamento.

Para ampliar las funciones y competencias de este colectivo profesional se puede consultar la Cartera de Servicios del Farmacéutico de Atención Primaria elaborado por SEFAP.

## Trayectoria
La creación de estos servicios se ve amparada desde el punto de vista legal en España, primero con la Ley 14/1986 de 25 de abril, General de Sanidad, que introduce el marco normativo que posibilita y fundamenta la creación de los servicios de farmacia de atención primaria. Esta circunstancia se ve reforzada posteriormente con la promulgación de la Ley 25/1990 de 20 de diciembre, del Medicamento, y por la aparición sucesiva de las distintas leyes de ordenación farmacéutica en las comunidades autónomas. La  Ley 29/2006 de Garantías y Uso Racional de los Medicamentos y Productos Sanitarios recientemente refundido prevé definitivamente estos servicios (Título VI Capítulo 2). 
Los FAP iniciaron el proceso de incorporación en las estructuras de atencíón primaria a partir del año 1985 con la creación y dotación de las primeras plazas de farmacéuticos, específicamente dedicados a la promoción del uso racional de medicamentos en el ámbito de la atención primaria,  facilitando el impulso de estas iniciativas, así como su extensión al resto de los profesionales de la atención primaria. 
En estos 35 años de existencia son más de 600 profesionales los que ejercen esta actividad, siendo una profesión claramente consolidada.El desarrollo de un trabajo cualificado y mantenido a lo largo de estos años, se ha visto reflejado en el Marco Estratégico para la Atención Primaria y Comunitaria recientemente aprobado por el Ministerio de Sanidad, Consumo y Bienestar Social, donde figura como un objetivo, dentro de la estrategia de reforzar el liderezgo de la atención primaria de salud, el potenciar el papel de los FAP en su labor de formación y apoyo a los profesionales en el uso racional, eficiente y seguro de los medicamentos, así como en la revisión de los tratamientos de los pacientes institucionalizados en la comunidad.

## En otros países
El caso de España, no es un hecho aislado, sino que diferentes servicios de salud  como el National Health System  (NHS) de Reino Unido, han apostado por la contratación de farmacéuticos que se integran en los centros de salud, coordinandose con los médicos y enfermeros en la asistencia al paciente en lo que se refiere a garantizar la seguridad, adherencia y eficacia de los tratamiento farmacológicos.
También este colectívo profesional se ve integrado en los sistemas sanitarios de otros países como Australia o Canadá.

## Sociedades científicas
SEFAP: En los años 90 nace la Sociedad Española de Farmacéuticos de Atención Primaria  (SEFAP) como una asociación científica y profesional que tenía como objetivo agrupar y potenciar a estos profesionales. Durante años las diferentes juntas directivas de la  SEFAP han trabajado en la promoción de formación, gestión el conocimiento, alianzas, comunicación y  la publicación de la Cartera de Servicios Profesionales del FAP, donde se pone de manifiesto el amplio abanico de servicios que el FAP aporta, altamente diferenciado de los que aportan otros ámbitos asistenciales y que justifican la creación de una formación específica y reglada.
SAFAP: La Sociedad Andaluza de Farmacéuticos de Atención Primaria.  (SAFAP) tiene el objetivo de liderar en Andalucía la gestión del medicamento en la atención primaria de salud, así como de fomentar y promover las actividades científicas, técnicas, académicas, funcionales y docentes del farmacéutico de atención primaria, en beneficio de los ciudadanos y de la sociedad en su conjunto.
SVFAP: Sociedad Valenciana de Farmacéuticos de Atención Primaria.
FAPSGAL: Asociación de Farmacéuticos de Atención Primaria de Galicia.